# Cyd Charisse
Cyd Charisse (8 tháng 3 năm 1922 - 17 tháng 6 năm 2008) là một nữ diễn viên và vũ công người Mỹ.
Sau khi khỏi bệnh bại liệt khi còn nhỏ, và theo học múa ba lê, Charisse bước vào điện ảnh trong những năm 1940. Vai diễn của bà thường tập trung vào khả năng khiêu vũ, và bà đã được ghép đôi với Fred Astaire và Gene Kelly trong các phim  Singin' in the Rain (1952), The Band Wagon (1953), Brigadoon với Gene Kelly và đóng chung với Van Johnson (1954) trong Silk Stockings (1957). Bà ngừng diễn các vai khiêu vũ trong các bộ phim vào cuối năm 1950, nhưng vẫn tiếp tục diễn xuất trong điện ảnh và truyền hình. Vào năm 1992 Charisse đã có vai diễn đầu tay tại sân khấu kịch Broadway. Trong những năm sau đó, bà thảo luận về lịch sử của phim âm nhạc Hollywood trong các bộ phim tài liệu, chủ yếu trong phim tài liệu That's Entertainment! III năm 1994. Charisse đã được trao tặng Huân chương Nghệ thuật quốc gia và Nhân văn năm 2006.

## Sự nghiệp điện ảnh

### Phim dài
- Something to Shout About (1943)
- Mission to Moscow (1943)
- Thousands Cheer (1943)
- Ziegfeld Follies (1945)
- The Harvey Girls (1946)
- Three Wise Fools (1946)
- Till the Clouds Roll By (1946)
- Fiesta (1947)
- The Unfinished Dance (1947)
- On an Island with You (1948)
- The Kissing Bandit (1948)
- Words and Music (1948)
- East Side, West Side (1949)
- Tension (1950)
- The Mark of the Renegade (1951)
- Singin' in the Rain (1952)
- The Wild North (1952)
- Sombrero (1953)
- The Band Wagon (1953)
- Easy to Love (1953, cameo)
- Brigadoon (1954)
- Deep in My Heart (1954)
- It's Always Fair Weather (1955)
- Meet Me in Las Vegas (1956)
- Silk Stockings (1957)
- Twilight for the Gods (1958)
- Party Girl (1958)
- Black Tights (1960)
- Five Golden Hours (1961)
- Two Weeks in Another Town (1962)
- Something's Got To Give (1962), unfinished
- Assassination in Rome (1965)
- The Silencers (1966)
- Maroc 7 (1967)
- Film Portrait (1973, documentary)
- Won Ton Ton, the Dog Who Saved Hollywood (1976)
- Warlords of Atlantis (1978)
- Visioni private (1989)
- That's Entertainment! III (1994)

### Phim ngắn
- Rhumba Serenade (1941)
- Poeme (1941)
- I Knew It Would Be This Way (1941)
- Did Anyone Call? (1941)
- Magic of Magnolias (1942)
- This Love of Mine (1942)
- 1955 Motion Picture Theatre Celebration (1955)

### Truyền hình
- What's My Line—Tribute Episode to Fred Allen, air date - ngày 18 tháng 3 năm 1956[2]
- Medical Center—Season 6, Episode 16, "No Way Home" (1975)
- Murder, She Wrote—Season 2, Episode 1, "Widow, Weep for Me" (1985)

## Sân khấu
- Les Poupées de Paris (1962) (chỉ lồng tiếng)
- A Two Act Revue (1964)
- Illya Darling (1968)
- Can-Can (1969)
- No, No, Nanette (1972)
- Greenwich Village Follies of 1923 (1981)
- Cactus Flower (1983)
- Charlie Girl (1986)
- Grand Hotel (1992) (thay cho Liliane Montevecchi)

## Video âm nhạc
- "I Want to Be Your Property" của Blue Mercedes (1988)
- "Alright" của Janet Jackson (1990)